# Parco eolico Whitelee
Il Parco eolico Whitelee è un parco eolico con una potenza massima di 322 megawatt, situato in Scozia.
Si tratta del maggior parco eolico del tipo "onshore" in Europa. Costruito dalla Scottish Power, che è una controllata della compagnia elettrica spagnola Iberdrola, venne completato nel maggio del 2009. Il parco eolico utilizza 140 turbine eoliche prodotte dalla Siemens, ognuna alta 110 metri e con una capacità di produzione massima di 2,3 MW.
Si trova 370 metri sopra il livello del mare, 15 kilometri a nord di Glasgow, la maggiore città della Scozia, costituendo uno dei primi e dei pochi esempi di parco eolico vicino ad una grossa città storica (500.000 persone vivono nel raggio di 30 km).
La prima fase del progetto cominciò a fornire energia alla rete elettrica scozzese nel gennaio del 2008.
L'impresa ha l'autorizzazione per l'aggiunta di 36 turbine,
che aumenteranno la capacità a 452 MW.
La capacità potrà essere aumentata in seguito fino a 600 MW.
Il governo regionale scozzese si è posto l'obiettivo di generare nel 2011 il 31% dell'elettricità prodotta in Scozia con fonti energetiche rinnovabili, e di raggiungere la quota del 50% entro il 2020. Molto probabilmente la maggior parte di quest'energia verrà dall'energia eolica.

## Descrizione
Posizionata a 370 metri sul livello del mare e 15 kilometri fuori Glasgow, la più grande città della Scozia, il parco si trova in un'area dove più di un milione di persone vivono a meno di 30 km. Questo fa del Whitelee uno dei primi parchi eolici su larga scala ad essere costruito nei dintorni di un grosso centro abitato. Nel maggio 2009, Whitelee fu aperto ufficialmente al pubblico da Alex Salmond MSP, primo ministro per la Scozia.
Nel maggio 2009, il governo scozzese ha permesso l'estensione della wind farm per produrre 130 MW in più
che aumenterà la capacità generativa totale di Whitelee a 452 MW.. Esiste anche la possibilità di aumentare la capacità di ulteriori 140 MW. Questo darebbe la possibilità a Whitelee di generare quasi 600 megawatt di energia rinnovabile. cosa che la renderebbe il maggior impianto di generazione aero-elettrica in Europa. Si prevede che il nuovo aumento di capacità possa essere operativo nel 2012.
Il 19 marzo 2010 una pala spezzò una turbina, con la conseguente sospensione di erogazione fino alla fine dei controlli di sicurezza. Durante l'incidente Keith Anderson, il direttore dello ScottishPower Renewables, disse: "Questo tipo di incidenti sono eccezionalmente rari e altamente inusuali."

## Accesso pubblico e centro per visitatori
Nel settembre 2009 è stato aperto al pubblico un centro di educazione ed esposizione. Così come offre caffè, negozi ed esposizioni, il centro dà accesso a una rete di 82 km di piste per ciclismo, escursionismo ed equitazione. Il centro visitatori è gestito dal Glasgow Science Centre e offre attività per gruppi.